# Atelopus
Atelopus é um género de anfíbio da família Bufonidae. É nativo da Costa Rica até à Bolívia e Guiana Francesa. Os membros deste género têm normalmente cores vivas e são diurnos.
Novas espécies do gênero Atelopus são descobertas com uma certa regularidade e muitas novas espécies foram descritas recentemente, na última década (ver quadro de espécies abaixo). Entretanto, uma nova espécie de sapos, popularmente apelidado de sapo-roxo-fluorescente ou sapo-fluorescente-púrpura, foi descoberta em 2007 pelos cientistas Paul Ouboter e Jan Mol durante uma pesquisa para catalogação no planalto de Nassau, no Suriname. Leeanne Alonso, da Conservation International, organização que liderou a expedição destes cientistas, conta que esta rã pode estar ameaçada pelo garimpo ilegal da região.
A maioria das espécies estão associadas a cursos de água de média a alta altitude. Tem sido bastante afectado pelo declínio global dos anfíbios e pensa-se que algumas espécies estejam já extintas. A causa deste declínio parece ser a acção do fungo Batrachochytrium dendrobatidis.

## Espécies
- Atelopus andinus Rivero, 1968
- Atelopus angelito Ardila-Robayo and Ruiz-Carranza, 1998
- Atelopus ardila Coloma, Duellman, Almendariz, Ron, Teran-Valdez, and Guayasamin, 2010
- Atelopus arsyecue Rueda-Almonacid, 1994
- Atelopus arthuri Peters, 1973
- Atelopus balios Peters, 1973
- Atelopus barbotini Lescure, 1981
- Atelopus bomolochos Peters, 1973
- Atelopus boulengeri Peracca, 1904
- Atelopus carauta Ruiz-Carranza & Hernández-Camacho, 1978
- Atelopus carbonerensis Rivero, 1974
- Atelopus carrikeri Ruthven, 1916
- Atelopus certus Barbour, 1923
- †Atelopus chiriquiensis Shreve, 1936
- Atelopus chirripoensis Savage and Bolaños, 2009
- Atelopus chocoensis Lötters, 1992
- Atelopus chrysocorallus La Marca, 1996
- Atelopus coynei Miyata, 1980
- Atelopus cruciger (Lichtenstein & Martens, 1856)
- Atelopus dimorphus
- Atelopus ebenoides Rivero, 1963 (possibly extinct)
- Atelopus elegans (Boulenger, 1882)
- Atelopus epikeisthos Lötters, Schulte & Duellman, 2005
- Atelopus erythropus Boulenger, 1903
- Atelopus eusebianus Rivero & Granados-Díaz, 1993
- Atelopus eusebiodiazi Venegas, Catenazzi, Siu-Ting & Carrillo, 2008
- Atelopus exiguus Boettger, 1892
- Atelopus famelicus Rivero & Morales, 1995
- Atelopus farci Lynch, 1993
- Atelopus flavescens Duméril & Bibron, 1841
- Atelopus franciscus Lescure, 1974
- Atelopus frontizero Veselý & Batista, 2021
- Atelopus galactogaster Rivero & Serna, 1993
- Atelopus gigas Coloma, Duellman, Almendáriz, Ron, Terán-Valdez, and Guayasamin, 2010
- Atelopus glyphus Dunn, 1931
- Atelopus guanujo Coloma, 2002
- Atelopus guitarraensis Osorno-Muñoz, Ardila-Robayo & Ruiz-Carranza, 2001
- Atelopus halihelos Peters, 1973
- Atelopus hoogmoedi Lescure, 1974
- Atelopus ignescens (Cornalia, 1849)
- Atelopus laetissimus Ruiz-Carranza, Ardila-Robayo & Hernández-Camacho, 1994
- Atelopus limosus Ibáñez, Jaramillo & Solís, 1995
- Atelopus loettersi De la Riva, Castroviejo-Fisher, Chaparro, Boistel, and Padial, 2011
- Atelopus longibrachius Rivero, 1963
- Atelopus longirostris Cope, 1868
- Atelopus lozanoi Osorno-Muñoz, Ardila-Robayo & Ruiz-Carranza, 2001
- Atelopus lynchi Cannatella, 1981
- Atelopus mandingues Osorno-Muñoz, Ardila-Robayo & Ruiz-Carranza, 2001
- Atelopus manauensis Jorge, Ferrão & Lima, 2020
- Atelopus marinkellei Cochran and Goin, 1970
- Atelopus mindoensis Peters, 1973
- Atelopus minutulus Ruiz-Carranza, Hernández-Camacho & Ardila-Robayo, 1988
- Atelopus mittermeieri Acosta-Galvis, Rueda-Almonacid, Velásquez-Álvarez, Sánchez-Pacheco & Peña Prieto, 2006
- Atelopus monohernandezii Ardila-Robayo, Osorno-Muñoz & Ruiz-Carranza, 2002
- Atelopus moropukaqumir Herrera-Alva, Díaz, Castillo, Rodolfo & Catenazzi, 2020
- Atelopus mucubajiensis Rivero, 1974
- Atelopus muisca Rueda-Almonacid & Hoyos, 1992
- Atelopus nahumae Ruiz-Carranza, Ardila-Robayo & Hernández-Camacho, 1994
- Atelopus nanay Coloma, 2002
- Atelopus nepiozomus Peters, 1973
- Atelopus nicefori Rivero, 1963
- Atelopus nocturnus Bravo-Valencia and Rivera-Correa, 2011
- Atelopus onorei Coloma, Lötters, Duellman & Miranda-Leiva, 2007
- Atelopus orcesi Coloma, Duellman, Almendáriz, Ron, Terán-Valdez & Guayasamin, 2010
- Atelopus oxapampae Lehr, Lötters, and Lundberg, 2008
- Atelopus oxyrhynchus Boulenger, 1903
- Atelopus pachydermus (Schmidt, 1857)
- Atelopus palmatus Andersson, 1945
- Atelopus pastuso Andersson, 1945
- Atelopus patazensis Venegas, Catenazzi, Siu-Ting & Carrillo, 2008
- Atelopus pedimarmoratus Rivero, 1963
- Atelopus peruensis Gray & Cannatella, 1985
- Atelopus petersi Coloma, Lötters, Duellman & Miranda-Leiva, 2007
- Atelopus petriruizi Ardila-Robayo, 1999
- Atelopus pictiventris Kattan, 1986
- Atelopus pinangoi Rivero, 1982
- Atelopus planispina Jiménez de la Espada, 1875
- Atelopus podocarpus Coloma, Duellman, Almendáriz, Ron, Terán-Valdez, and Guayasamin, 2010
- Atelopus pulcher Boulenger, 1882
- Atelopus pyrodactylus Venegas & Barrio, 2006
- Atelopus quimbaya Ruiz-Carranza & Osorno-Muñoz, 1994
- Atelopus reticulatus Lötters, Haas, Schick & Böhme, 2002
- Atelopus sanjosei Rivero & Serna, 1989
- Atelopus seminiferus Cope, 1874
- †Atelopus senex Taylor, 1952
- Atelopus sernai Ruiz-Carranza & Osorno-Muñoz, 1994
- Atelopus simulatus Ruiz-Carranza & Osorno-Muñoz, 1994
- Atelopus siranus Lötters &Henzl, 2000
- Atelopus sonsonensis Vélez-Rodriguez & Ruiz-Carranza, 1997
- Atelopus sorianoi La Marca, 1983
- Atelopus spumarius Cope, 1871
- Atelopus spurrelli Boulenger, 1914
- Atelopus subornatus Werner, 1899
- Atelopus tamaensis La Marca, García-Pérez & Renjifo, 1990
- Atelopus tricolor Boulenger, 1902
- Atelopus varius (Lichtenstein & Martens, 1856)
- †Atelopus vogli Müller, 1934
- Atelopus walkeri Rivero, 1963
- Atelopus zeteki Dunn, 1933